# Burgwallinsel (Feisnecksee)
Die Burgwallinsel ist eine Insel im südöstlich von Waren (Müritz) im Landkreis Mecklenburgische Seenplatte gelegenen Feisnecksee.
In dem 1,94 km² großen Gewässer liegt die Burgwallinsel, auf der sich die Reste einer Burganlage befinden. Es handelte sich um eine typische Inselburg aus der Slawenzeit. Wie Keramikfunde zeigten, wurde die Anlage schon in der altslawischen Zeit des 7. bis 8. Jahrhunderts angelegt und bestand bis in das 12. Jahrhundert hinein. Funde frühdeutscher Keramik deuten darauf hin, dass die Insel auch im christlichen Mittelalter weiter genutzt wurde. Ob die Burg in jener Zeit noch existierte, ist nicht bekannt. Die Burganlage lag im Stammesgebiet der Müritzer, die im 10. Jahrhundert zeitweise dem Lutizenbund angehörten.
Heute erkennt man im Südteil der bewaldeten Insel nur noch den Rest eines Walles. Es scheint so, als wurde er in den vergangenen Jahrhunderten abgetragen.